# Franck Béria
Franck Béria (Argenteuil, Francia, 23 de mayo de 1983) es un exfutbolista francés de ascendencia malgache. Jugó de defensa, primero en el FC Metz y después en el Lille OSC de la Ligue 1 de Francia. Actualmente trabaja como adjunto al director deportivo del Lille OSC.
Béria debutó a nivel profesional con el FC Metz en 2001. Seis años más tarde, se incorporó al Lille OSC, ganando la Ligue 1 y la Copa de Francia en 2011. En 2017 se retiró y comenzó a trabajar como adjunto al director deportivo del club.

## Clubes
| Club      | País    | Año       |
| --------- | ------- | --------- |
| FC Metz   | Francia | 2001-2007 |
| Lille OSC | Francia | 2007-2017 |